# Préfecture d'Agou
Pour les articles homonymes, voir Agou.
Ne doit pas être confondu avec Préfecture d'Ogou.
La préfecture d'Agou est une préfecture du Togo, située dans la Région des plateaux.
Sa capitale est Agou-Gadjepe.

## Géographie

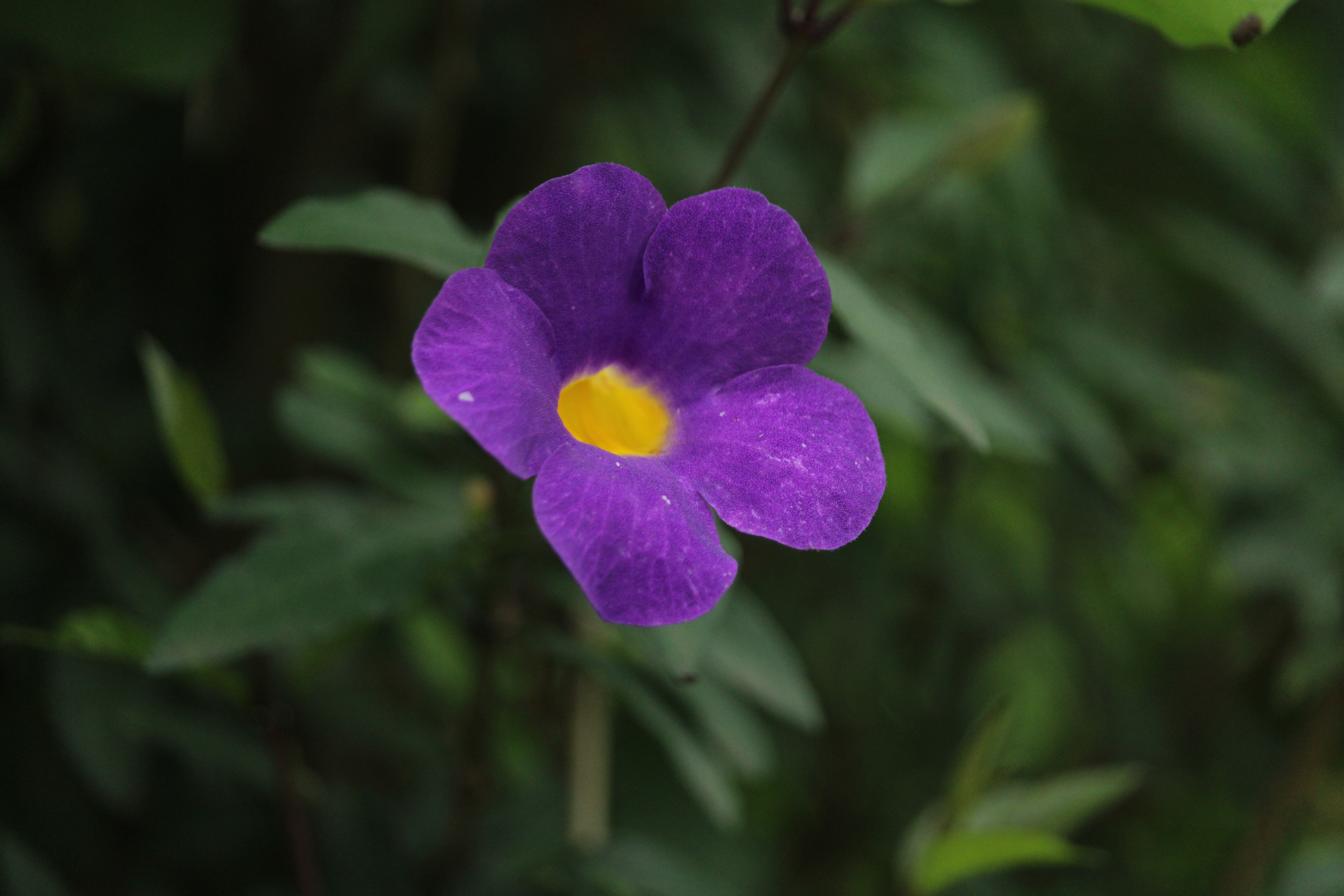
Une fleur dans la préfecture d'Agou.

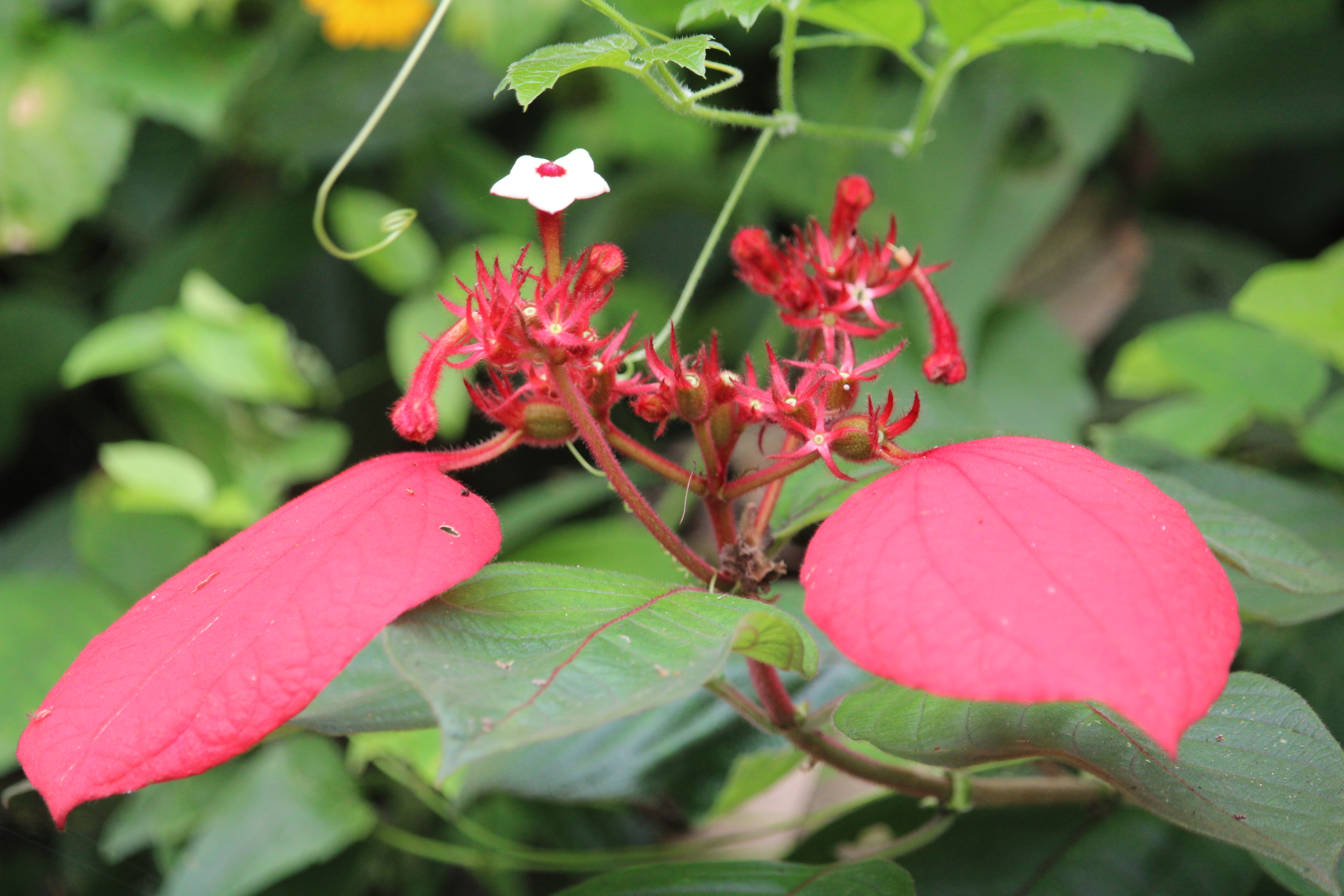
Autre fleur de la réserve d'Agou.

La préfecture est située au sud-ouest du Togo, entre la préfecture du Kloto au nord, la préfecture du Haho à l'Est et la préfecture de l’Avé au Sud. 
Elle est couverte de forêts.

## Démographie
En 2010, sa population estimée est de 84 890 habitants.

## Économie
Les plantations de café et de cacao se situent dans les parties les plus basses de la préfecture.